# Jacob Jansz van Velsen

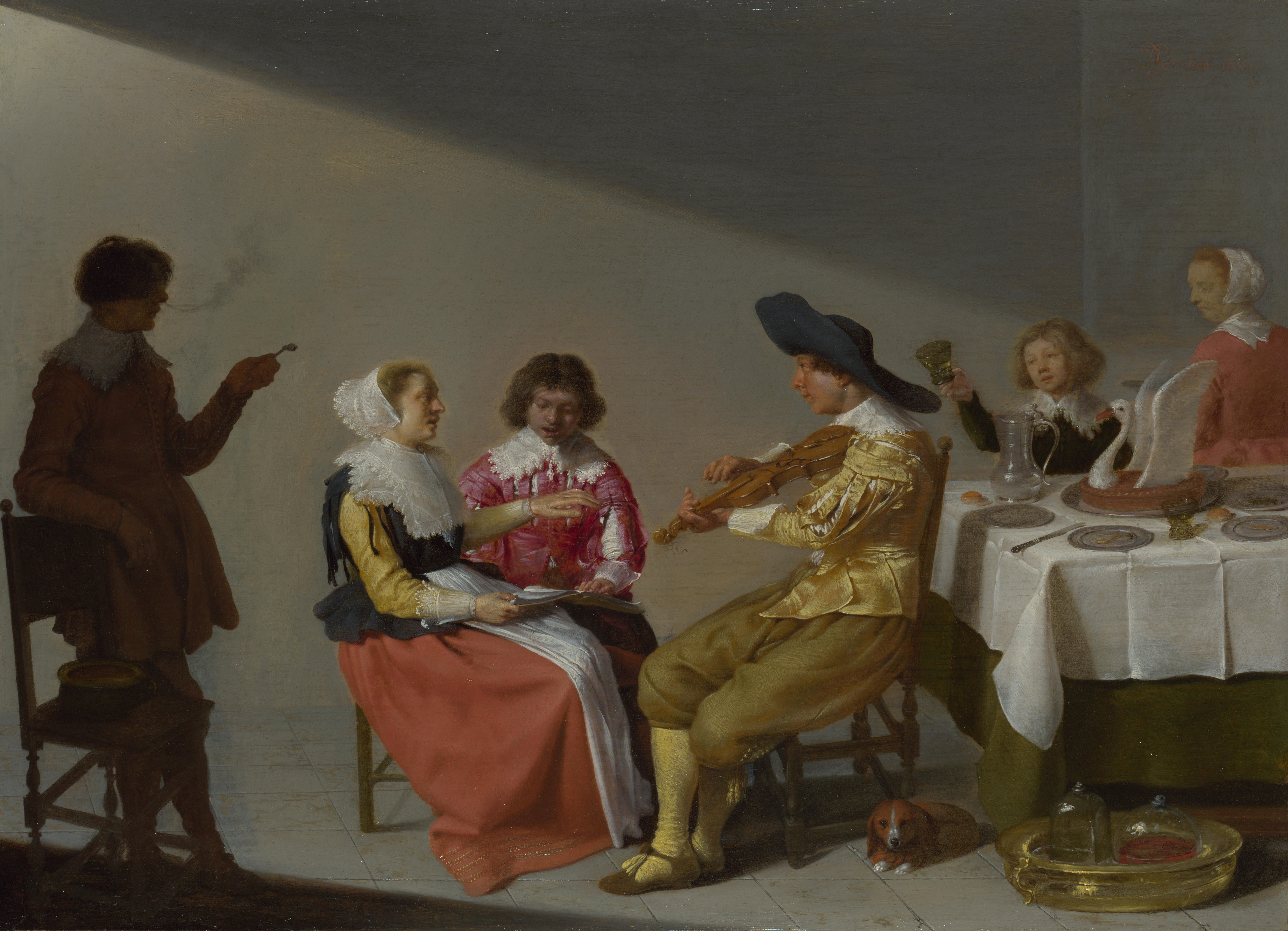
Compagnie musicale (1631), Londres, National Gallery.

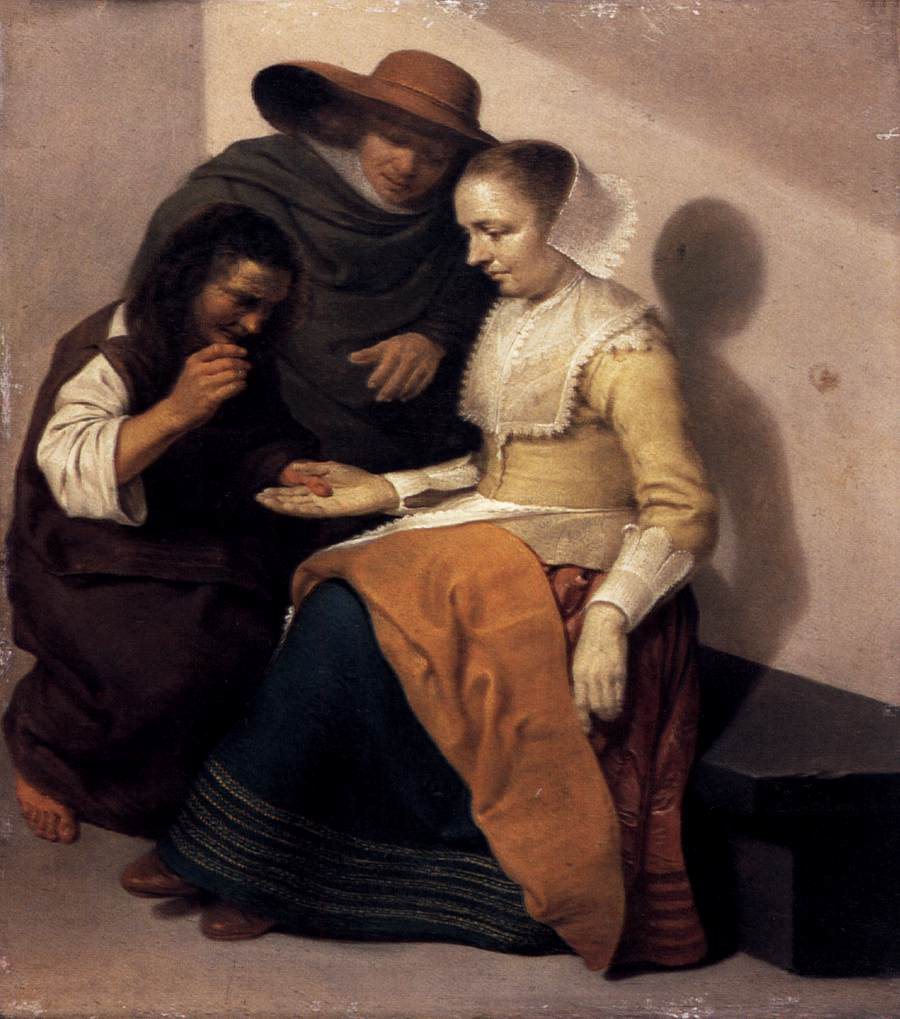
La Diseuse de bonne aventure (1631), Paris, musée du Louvre.

Jacob Jansz van Velsen ou Velse, né à Delft vers 1597 et mort à Amsterdam le 16 septembre 1656, est un peintre néerlandais de l'époque de l'âge d'or.
Il est spécialisé dans des scènes de genre, représentant le plus souvent des compagnies élégantes dans un intérieur, à la manière de Pieter Codde et Dirck Hals.

## Biographie
On sait peu de choses sur sa vie. Il était le fils de Jan Jacobsz van Velsen et Janntegen Jansdr van der Hooch. D'origine modeste, sa mère a dû payer son droit d'entrée à la Guilde de Saint-Luc de Delft en trois versements. Il en est devenu membre 18 avril 1625.
Son style est proche de celui d'Antonie Palamedesz, mais on ne sait pas s'il a été apprenti chez lui.
Il a épousé en 1626 Joost Hesemansz, une veuve très riche. Il possédait plusieurs maisons à l'intérieur et à l'extérieur de Delft, une collection d'environ 150 peintures et un important ensemble de porcelaine et de naturalia. Il a vécu toute sa vie à Delft et est mort à Amsterdam. Il a été enterré à Delft en grande pompe.
Selon le RKD il a influencé Willem Cornelisz. Duyster.
Une de ses peintures a été gravée par Pierre Aveline en 1755.

## Œuvres dans les collections publiques
- Londres, National Gallery : Compagnie musicale, 1631, huile sur chêne, 40 × 56 cm[1].
- Paris, musée du Louvre : La Diseuse de bonne aventure, 1631, huile sur cuivre, 26 × 23 cm[2].

### Source
- (nl) Cet article est partiellement ou en totalité issu de l’article de Wikipédia en néerlandais intitulé « Jacob Jansz. van Velsen » (voir la liste des auteurs).